# Agapanthia probsti
Agapanthia probsti — вид жесткокрылых из семейства усачей.

## Распространение
Распространён на Крите.

## Описание
Жук длиной от 12 до 16 мм. Время лёта с мая по июнь.

## Развитие
Жизненный цикл вида длится один год. Кормовым растением является Asphodeline liburnica.